# جان کارنفورت
سر جان وارکاپ "کاپاً کارنفورت جونیور (به انگلیسی: Sir John Warcup "Kappa" Cornforth, Jr.) به همراه ولادیمیر پریلاگ برنده جایزه نوبل شیمی سال ۱۹۷۵ شد. انجمن نوبل «به خاطر فعالیت‌های او بر استریوشیمی واکنش‌های کاتالیز شده توسط آنزیم‌ها»، این جایزه را به او اهدا کرد.